# Milan Pogačnik
Pour les articles homonymes, voir Pogačnik.
Milan Pogačnik, né le 30 août 1946 à Celje, est un homme politique slovène. Il est Ministre de l'Agriculture, des Forêts et de l'Alimentation d'avril 2000 à novembre 2000 puis de novembre 2008 à mars 2010.

## Biographie
Milan Pogačnik naît à Celje, qui fait alors partie de la République populaire de Slovénie dans la République populaire fédérale de Yougoslavie. Il étudie la médecine vétérinaire à l'université de Ljubljana, où il obtient son diplôme en 1971. Il obtient son doctorat en 1984. Entre 1990 et 2008, il est doyen de la faculté de médecine vétérinaire de l'université de Ljubljana.

### Carrière
Entre 1994 et 1998, il est membre du Conseil de l'enseignement supérieur de la République de Slovénie, et entre 1999 et 2002, membre du Conseil slovène pour la science et la technologie; ces deux organes sont consultatifs auprès du gouvernement slovène. Entre 2000 et 2003, il est à la tête de l'Institut vétérinaire national, et entre 2002 et 2004, il préside le Conseil des politiques vétérinaires au sein du ministère de l'Agriculture, des Forêts et de la Nutrition. Entre 2003 et 2008, il est membre du conseil scientifique et consultatif du Centre commun de recherche du Centre européen pour la validation des méthodes alternatives au sein de la Commission européenne. Entre 2007 et 2008, il est membre du conseil d'administration de l'Autorité européenne de sécurité des aliments.
Milan Pogačnik entre pour la première fois sur la scène politique slovène en 2000, lorsque le Premier ministre Janez Drnovšek le propose comme candidat au poste de ministre de l'Agriculture après le départ du Parti populaire slovène de la coalition gouvernementale. Cependant, le gouvernement de Drnovšek tombe avant que Milan Pogačnik ne puisse être confirmé au Parlement. En avril 2004, après que le Parti populaire slovène ait de nouveau quitté le gouvernement, le Premier ministre Anton Rop le nomme ministre de l'Agriculture. Lors des élections législatives slovènes de 2004, Milan Pogačnik se présente sans succès au Parlement sur la liste de Démocratie libérale slovène. Les élections sont remportées par l'opposition conservatrice, et Milan Pogačnik est remplacé par la femme politique démocrate Marija Lukačič.
Lors des élections législatives de 2008, Milan Pogačnik se présente comme candidat des sociaux-démocrates de l'opposition. Après l'élection, il est nommé ministre de l'agriculture dans le gouvernement de Borut Pahor. Au début de l'année 2010, Pozareport.si, puis d'autres médias, révèlent une série d'irrégularités concernant le traitement par le ministère de l'agriculture des cas de retrait et de restitution de chiens, qui, à leur retour, tuent leur propriétaire,,,,,,,. Les articles révèlent des liens étroits entre les fonctionnaires du ministère et le propriétaire du chien. Entre autres informations, les médias publient des photos de la scène du crime le matin suivant la mort du propriétaire du chien, montrant la secrétaire d'État du ministère de l'agriculture, Sonja Bukovec, en train de pleurer et d'étreindre la sœur du propriétaire du chien. Au parlement, une motion de censure (appelée interpellation en Slovénie) est initiée contre Milan Pogačnik pour de nombreuses irrégularités dans les événements liés à ces chiens et il démissionne.

### Accusations de corruption
En février et mars 2010, Milan Pogačnik est signalé par les médias comme étant impliqué dans différents scandales de corruption. Les partis d'opposition lancent une motion d'interpellation contre lui concernant la restitution de deux chiens au médecin Saša Baričevič. Toutefois, le 9 mars 2010, avant que les accusations portées contre lui ne soient discutées à l'Assemblée nationale, il est arrêté par la police slovène pour être interrogé sur des transactions foncières douteuses et des échanges de faveurs avec le dirigeant du Parti national slovène (SNS), Zmago Jelinčič,. Il est rapporté que Milan Pogačnik essaye d'obtenir le soutien du parti de Jelinčič pour une loi clé sur les terres agricoles et dans le vote de défiance contre lui en échange de l'obtention d'un terrain pour un musée national de l'aviation près de Murska Sobota (nord-est de la Slovénie) pour lequel Jelinčič fait pression,,. Le lendemain, le 10 mars 2010, il démissionne de son poste de ministre de l'agriculture. Le 29 mars 2010, il est remplacé temporairement par Henrik Gjerkeš, qui est également ministre de l'autonomie locale et du développement régional à l'époque. En mai 2010, Dejan Židan est nommé nouveau ministre de l'agriculture. En octobre 2010, une plainte est déposée contre Milan Pogačnik par la police criminelle de Koper.